# آویشن قشنگ نیست
آویشن قشنگ نیست مجموعه داستانی از حامد اسماعیلیون است. این کتاب در سال ۱۳۸۸ برندهٔ نهمین دورهٔ جایزهٔ بنیاد هوشنگ گلشیری در بخش بهترین مجموعه داستان اول شد و نیز در جایزهٔ ادبی روزی روزگاری در همان سال مورد تقدیر قرار گرفت.

## داستان‌ها
شش داستان مجموعه اگرچه هر یک به تنهایی یک داستان کوتاه مستقل است، اما همگی با هم مرتبط بوده و مجموعاً یک داستان کلی را می‌سازند. وجه مشترک شخصیت‌های داستان این است که همگی در کوچهٔ دولتشاهی در شهر کرمانشاه و در زمان جنگ ایران و عراق در دههٔ ۶۰ هجری خورشیدی زندگی می‌کنند. شخصیت‌های محوری کتاب همگی از نسل جوان و طبقهٔ متوسط شهر کرمانشاه هستند.

### رضا
رضا که یک کرد هورامی است و در دانشگاه تهران پزشکی می‌خواند، با تلاش پسرعمویش شاهو از تهران به دانشگاه علوم پزشکی کرمانشاه انتقالی می‌گیرد و با پول فروش قبولی‌اش یک خودروی رنو می‌خرد. او با رفقایش مازیار و بهزاد از دانشگاه به سوی شهر می‌آید و دوستانش او را به تعقیب ماشین دخترهای همکلاسی که سابقاً با آن‌ها دوست بوده‌اند تشویق می‌کنند. رضا تصادف می‌کند و در این تصادف کشته می‌شود. داستان از زبان رضا در درون قبر روایت می‌شود که هشت سال پیش مرده‌است. او در این داستان به رقابت عشقی‌اش با نیما بر سر نیلوفر می‌پردازد و نامه نوشتن‌های بی‌جوابش به نیما را شرح می‌دهد.

### مهدی
مهدی دیگر جوان ساکن کوچه، که پدرش ستوان دوم تویسرکانی در جنگ ایران و عراق کشته شده‌است، با دختری به نام لیلا دوست است و با هم قصد فرار از ایران را دارند. لیلا با قاچاقچی ای به نام عزیز دوست شده و از ایران خارج می‌شوند و مهدی را به بهانهٔ آماده نشدن پاسپورت جعلی اش در ترکیه جا می‌گذارند. مهدی در مرز کرواسی گلوله می‌خورد و در حین فرار کشته می‌شود.

### بهادر
بهادر دیگر جوان ساکن کوچه است که خانوادهٔ وی وضعیت اقتصادی ضعیف تری نسبت به سایر خانواده‌ها دارند. نویسنده وی را با ویژگی‌های شخصیتی یک لمپن همچون اعتیاد به تریاک ترسیم می‌کند. او که در نوجوانی عاشق نیلوفر، دختر بزرگ سرهنگ بوده‌است، اکنون محبت آویشن دختر کوچکتر سرهنگ ملکی را در دل احساس می‌کند. بهادر داستان خود و عشقش به آویشن را در فضای مراسم ختم سرهنگ روایت می‌کند. سرهنگ ملکی که یک ارتشی بوده‌است و خانوادهٔ وی از سایر خانواده‌ها متمول تر و اشرافی تر است، خود را پیش از موعد بازنشست کرده تا به رژیم جدید خدمت نکند. بهادر به سبب وضعیت مالی و اجتماعی خود نمی‌تواند عشق خود به آویشن را مطرح کند.

### اهورا
اهورا همتی که از کوچهٔ دولتشاهی رفته‌است، اکنون همانند پدرش یک بساز و بفروش شده و در شمال ایران زندگی می‌کند. اهورا که با نیلوفر ارتباط دارد، پس از ازدواج وی به دنبال به دست آوردن آویشن است و مدام به تلفن او زنگ می‌زند، اما مردی در پاسخ می‌گوید که خط مزبور واگذار شده‌است. اهورا به این مرد که کسی به جز دکتر ناصر، شوهر نیلوفر نیست، راز رابطهٔ عاشقانه اش با نیلوفر در دوران نوجوانی را فاش می‌کند.

### نیلوفر
نیلوفر که عشق از دست رفتهٔ پسرهای کوچه است، دختر بزرگ سرهنگ ملکی است و اکنون همسر دکتر ناصر است. او در حالی که برای خواهر کوچکترش آویشن درد دل می‌کند، داستان چگونگی ارتباط عاشقانه اش با اهورا پسر آقای همتی را که در یک روز بمب باران شهر کرمانشاه آغاز شده، شرح می‌دهد. این ارتباط اکنون زندگی او و همسرش دکتر ناصر را تحت تأثیر قرار داده‌است. آویشن در این داستان دختری هجده ساله و در سن ازدواج و ورود به دانشگاه تصویر می‌شود.

### نیما
داستان نیما به صورت یک نامه در پاسخ به نامه‌های رضا روایت می‌شود، در شرایطی که از مرگ رضا بیش از هشت سال می‌گذرد و این نامه قطعاً به دست وی نخواهد رسید. نیما که تنها فارسی‌زبان کوچه است، به آمریکا مهاجرت کرده‌است، در سن هوزه آپارتمان کوچکی دارد که آن را اجاره داده و خود در ایالت دیگری زندگی می‌کند و به همین دلیل از نامه نگاری‌های رضا بی‌خبر بوده و با تأخیر بدان پاسخ می‌دهد. نیما که ظاهراً از فکر عشق دوران نوجوانی‌اش به نیلوفر و نامه نگاری عاشقانه‌اش به وی بیرون آمده، با زنی تهرانی به نام نازنین ازدواج کرده و قرار است به زودی صاحب یک فرزند دختر بشود. نیما نام دخترش را آویشن می‌گذارد.

## جایزه
آویشن قشنگ نیست در سال ۱۳۸۸ برندهٔ نهمین دورهٔ جایزهٔ بنیاد هوشنگ گلشیری در بخش بهترین مجموعه داستان اول شد و نیز در جایزهٔ ادبی روزی روزگاری در همان سال مورد تقدیر قرار گرفت.

## زمینهٔ سیاسی-اجتماعی
آویشن قشنگ نیست، داستان نسلی سوخته را روایت می‌کند که کودکی و نوجوانی خود را در جنگ ۸ سالهٔ ایران و عراق (سال‌های میانی دههٔ ۶۰ خورشیدی) در شهر کرمانشاه و در کوچه‌ای به نام دولتشاهی در شرایط اختناق اجتماعی و فجایع انسانی ناشی از جنگ می‌گذرانند. سرنوشت شخصیت‌های داستان، هر یک گویای سرنوشت بخشی از این نسل، و ناکامی‌ها و سرخوردگی‌های جوانان طبقهٔ متوسط شهر کرمانشاه است. نیلوفر عشق نافرجام ۴ شخصیت پسر داستان است و آویشن خواهر کوچک‌تر او که مورد رقابت عشقی چند تن از آنان قرار می‌گیرد، در واقع یادگاری از عشق او و نیز ترمیزی از یک جوانی از دست رفته‌است و تلاش بی‌سرانجام آنان برای جبران ناکامی‌های رخ داده را بازنمایی می‌کند.

### سانسور کتاب
به گفتهٔ حامد اسماعیلیون نویسندهٔ کتاب، آویشن قشنگ نیست در ابتدا ۷ داستان داشته که یکی از آن‌ها که به شخصیتی به نام وحید از ساکنان همان کوچهٔ دولتشاهی در کرمانشاه می‌پرداخته، اجازهٔ انتشار نیافته‌است. وحید در آن داستان قصد مهاجرت داشته، اما به توصیه پدرش که کارمند یک وزارتخانه دولتی بوده در ایران ماندگار می‌شود و می‌کوشد تا با همرنگ شدن با آدم‌های همکار خود، به شخصیتی قابل پذیرش توسط حکومت تبدیل شود. این داستان در فضای حمله به کوی دانشگاه تهران (۱۸ تیر ۱۳۷۸) روایت می‌شده و همچون دیگر داستان‌های این مجموعه اشاراتی نیز به جنگ ایران و عراق داشته‌است. در کل به گفتهٔ نویسنده، کتاب آویشن قشنگ نیست با ۲۵ مورد سانسور مواجه شده که یکی از آن‌ها حذف کامل داستان وحید بوده‌است.

## مشخصات چاپ
- اسماعیلیون، حامد، آویشن قشنگ نیست، تهران: ثالث، چاپ یکم: ۱۳۸۷.

آویشن قشنگ نیست در چاپ اول، ۴۷ صفحه بود. اما از چاپ دوم به بعد با ویرایش متن و نیز صفحه بندی و تغییر فونت کتاب، به ۷۳ صفحه افزایش پیدا کرد. این کتاب تا سال ۱۳۹۴، شش بار تجدید چاپ شده‌است.